# A Coruña (Comarca)
Die Comarca A Coruña  (spanisch La Coruña) ist eine Verwaltungseinheit Galiciens. Die Fläche von 469,69 km² entsprechen 1,59 % der Fläche Galiciens.

## Gemeinden
| Gemeinde         | Einwohner (2024) | Fläche km² | Dichte Einw./km² | Cod INE | Postleitzahl |
| ---------------- | ---------------- | ---------- | ---------------- | ------- | ------------ |
| Abegondo         | 5.578            | 83,81      | 67               | 15001   | 15318        |
| Arteixo          | 34.038           | 93,68      | 363              | 15005   | 15142        |
| Bergondo         | 6.986            | 32,72      | 214              | 15008   | 15165        |
| Cambre           | 24.781           | 40,74      | 608              | 15017   | 15660, 15669 |
| Carral           | 6.775            | 48,03      | 141              | 15021   | 15175        |
| A Coruña         | 249.261          | 37,83      | 6.589            | 15030   | 15001–15011  |
| Culleredo        | 31.085           | 61,73      | 504              | 15031   | 15189        |
| Oleiros          | 38.333           | 43,66      | 878              | 15058   | 15170–15179  |
| Sada             | 17.140           | 27,49      | 623              | 15075   | 15160        |
| Comarca A Coruña | 413.977          | 469,69     | 881              | –       | –            |